# Bob Klose
Bob Klose est né en 1945 à Cambridge. Son père était un réfugié de l'Allemagne nazie et un vétéran de la guerre civile espagnole, et sa mère était une Land Girl anglaise. En raison de leur mauvaise situation financière, la famille vivait dans une tente sur le terrain d'une ferme où son père a travaillé pendant quelques années avant de déménager dans un petit village du Cambridgeshire.
Entre 1964 et juillet 1965, il était le guitariste principal d'un premier groupe rock qui deviendrait plus tard Pink Floyd. Il est incertain qu'il ait enregistré la moindre chanson avec ce groupe et il est parti avant leur transformation en Pink Floyd. Cependant, sur la page Facebook officielle du groupe, il y est mentionné à plusieurs reprises en tant qu'ancien membre.

## Parcours avec Pink Floyd
Après plusieurs écoles de village, Klose a fréquenté l'école de Cambridge, où il a rencontré Syd Barrett et Roger Waters. Il s'installe ensuite à Londres pour étudier l'architecture puis les sciences à la Regent Street Polytechnic, avant d'abandonner les études pour se consacrer entièrement à la photographie à la fin des années 1960. Il est guitariste de Pink Floyd qu'il quitte avant même de participer à l'enregistrement d'un morceau (il aurait peut-être participé à l'enregistrement de Lucy Leave et de I'm a King Bee). 
Pendant que nous étions au Poly (Regent Street Polytechnic), nous avions plusieurs personnes qui vivotaient autour du groupe et il y avait un très bon guitariste, Bob Klose. Il était vraiment un bien meilleur musicien que n'importe lequel d'entre nous. Mais je pense qu'il a eu des problèmes d'examens et qu'il a vraiment senti qu'il devait s'appliquer au travail, alors que nous autres n'étions pas très consciencieux. Et donc il était en quelque sorte hors du groupe et nous cherchions un autre guitariste et nous savions que Syd venait de Cambridge à Londres et donc il s'est en quelque sorte intégré au groupe.
— Richard Wright
Pink floyd existe d'abord sous le nom de The Abdabs (parfois appelés The Architectural Abdabs ou The Screaming Abdabs). Ce groupe est composé de Roger Waters (guitare), Richard Wright (guitare rythmique), Nick Mason (batterie), Clive Metcalfe (basse) ainsi que Keith Noble et Juliette Gale chant. Ce groupe joue du rhythm and blues sous plusieurs noms (Sigma 6, The T-set, The Meggadeaths et les variations du nom Abdabs) pendant que Ken Chapman est leur gérant. Celui-ci écrit quelques chansons parmi les premières du groupe.
Metcalfe, Noble et Gale quittent le groupe au moment du mariage de celle-ci avec Richard Wright. Syd Barrett (chant et guitare) et Bob Klose (guitare et chant) intègrent alors le groupe, nouvellement nommé par Syd The Pink Floyd Sound, d'après les noms de famille de deux bluesmen noirs américains, Pink Anderson et Floyd Council. Ce nom sera plus tard raccourci en Pink Floyd.
Klose est plus intéressé par le jazz et le blues que par le rock psychédélique et pop de Barrett. Il quitte alors le groupe en 1965, peu de temps après l'avoir intégré. Syd Barrett devient alors le guitariste et le chanteur soliste, ainsi que le compositeur et le parolier. Klose devient photographe. Après le départ de Klose, le groupe se modifie quelque peu, Roger Waters passe à la basse et Richard Wright aux claviers. 
En 1970, Keith Noble, ancien chanteur de The Abdabs enregistre un album solo intitulé Mr. Compromise, sur lequel joue Bob Klose, en plus de participer comme photographe et au design de la jaquette. 
En 2006, Klose a écrit un essai d'accompagnement pour un livre d'images d'aquarelles inédites de Rowland Hilder, intitulé Rowland Hilder's British Isles.
Klose est apparu en tant qu'interprète invité sur l'album On an Island de David Gilmour en 2006 (crédité sous le nom de "Rado Klose" plutôt que sous son ancien nom professionnel "Bob Klose"). La même année, il apparaît sur l'album Claremont 56 de Paul "Mudd" Murphy ainsi que sur l'album Juniflip de Chico Hamilton, sur lequel il est également répertorié comme coauteur d'une des chansons ("Kerry's Caravan"). Sur ces deux albums, il est crédité comme "Bob Klose".
En 2007, il participe à l'émission "Days in the Life" de BBC Radio 2, consacrée à Pink Floyd. Dans la première partie de cette émission, il a parlé de ses débuts avec Barrett.
Il a également joué sur Blue River, un album électronique de 2007 de Smith & Mudd, une collaboration entre Paul "Mudd" Murphy et le multi-instrumentiste/producteur Benjamin James Smith.
En 2006, il est invité à nouveau par Gilmour pour jouer sur son album sorti en 2015, Rattle That Lock.

## Discographie
- The Tea Set (Pink Floyd) – "I'm a King Bee"/"Lucy Leave" (1964) – publiées sur 1965: Their First Recordings (2015) - Participation incertaine.
- Keith Noble – Mr. Compromise (1970)
- David Gilmour – On an Island (2006)
- Mudd – Claremont 56 (2006)
- Chico Hamilton – Juniflip (2006)
- V/A – This Rong Music (2006) – de Chico Hamilton
- Smith & Mudd – Blue River (2007)
- V/A – Bargrooves: Over Ice (2009) – de Smith & Mudd
- David Gilmour – Rattle That Lock (2015)